# Betonpumpe

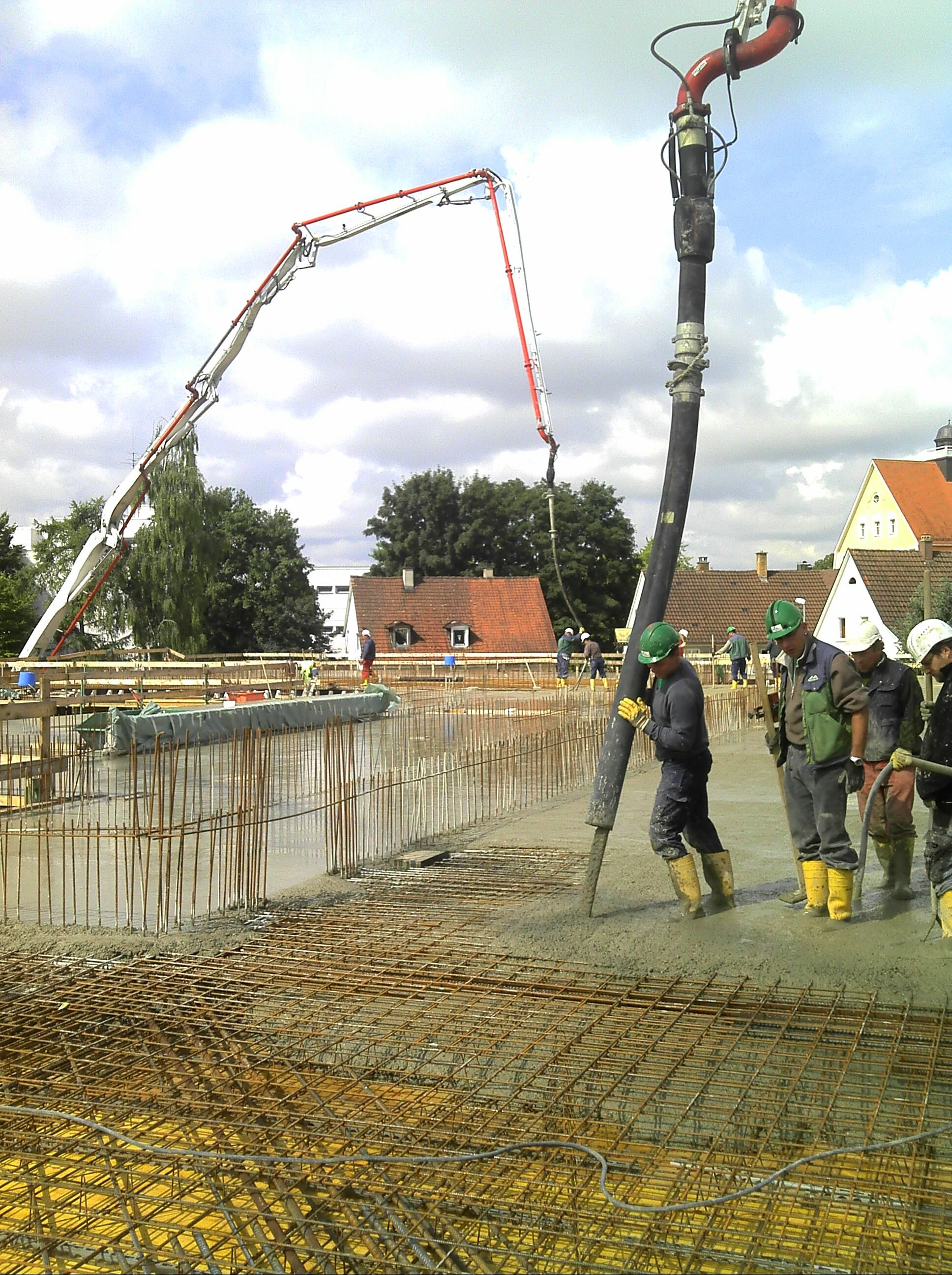
Einbau von Transportbeton mittels Betonpumpe

Die Betonpumpe ist eine Baumaschine, mit deren Hilfe Beton in eine Rohrleitung gepresst und darin über eine gewisse Distanz gefördert werden kann. Bei Verwendung von geeigneten Konstruktionsprinzipien bleibt die Qualität des Betons dabei erhalten.

## Geschichte
Unzulänglichkeiten beim Umgang mit dem herkömmlichen Gießturm brachten 1927 die Ingenieure Max Giese und Fritz Hell auf die Idee, den Beton vom Betonmischer direkt zur Verwendungsstelle zu pumpen. Dabei kam es vor allem darauf an, den Kraftverbrauch gegenüber der Gießturm-Methode möglichst gering zu halten. Der verminderte Wassergehalt des Betons im Pumpverfahren sparte nicht nur Energie, sondern ließ das Material auch zügiger und fester abbinden. Kies oder gebrochenes Steinmaterial fanden Verwendung. Gepumpt werden konnte bis zu 38 Meter Höhe und bis zu Entfernungen von 120 Metern.
Nach dem Zweiten Weltkrieg gab es zunächst nur einfache Betonpumpen, die mit einem mechanischen Antrieb und einer mechanischen Schiebersteuerung ausgestattet waren. Dabei konnten nur Förderhöhen bis zu 30 Meter oder Förderweiten bis zu 150 Meter erreicht werden. Mit Entwicklung der vollhydraulischen Doppelkolbenpumpe in den 1970er Jahren konnte die Leistung und damit die Reichweite deutlich verbessert werden. Moderne Betonpumpen erreichen mittlerweile Förderhöhen bis zu 600 Meter oder Förderweiten bis zu 1500 Meter.

## Konstruktionsprinzipien
Moderne Betonpumpen basieren auf den folgenden beiden Konstruktionsprinzipien:
- Hubkolbenpumpe (meist mit Doppelkolben)
- Schlauchpumpe

## Anwendungsformen
Es werden drei Anwendungsformen von Betonpumpen unterschieden:
- Fahrmischerbetonpumpe
- Autobetonpumpe
- Stationäre Betonpumpe